# بيتر كارلسون (متسابق دراجات نارية)
بيتر كارلسون (بالسويدية: Peter Karlsson)‏ هو متسابق دراجات نارية سويدي، ولد في 18 ديسمبر 1969 في غولسبونغ في السويد.